# Vụ án MobiFone mua AVG
Vào tháng 1 năm 2016, Tổng công ty Viễn thông MobiFone thông báo hoàn thành việc mua cổ phần của AVG. Thương hiệu truyền hình An Viên của AVG sau đó đổi tên thành MobiTV. MobiFone giải thích rằng họ mua AVG là "để đa dạng dịch vụ cung cấp cho khách hàng, bước chân vào mảng truyền hình trả tiền" và nó sẽ nâng giá trị thương hiệu của họ khi cổ phần hóa. Việc mua AVG diễn ra sau khi Thủ tướng nhiệm kỳ trước Nguyễn Tấn Dũng chấp thuận về chủ trương cho phép Mobifone tham gia đầu tư cung cấp dịch vụ truyền hình. MobiFone đã mua lại 95% cổ phần AVG với số tiền lên đến 8.900 tỉ đồng. Một số chuyên gia cho rằng, MobiFone đã mua với mức giá cao gấp gần 9 lần giá trị thực sự của AVG.
Ngày 1 tháng 8 năm 2016, Thủ tướng Nguyễn Xuân Phúc giao Thanh tra Chính phủ "khẩn trương tiến hành thanh tra toàn diện về Dự án Mobifone mua 95% cổ phần của AVG". Việc điều tra xảy ra vì MobiFone tuy là hoạt động kinh doanh bình thường liên quan đến quốc phòng, an ninh, nhưng không công khai, minh bạch thông tin theo quy định Chính phủ (Nghị định 81 và Nghị định 87, ban hành trong tháng 9 và 10 năm 2015).
Ngày 31 tháng 07 năm 2017, Tổng bí thư Nguyễn Phú Trọng yêu cầu Ban chỉ đạo trung ương về phòng, chống tham nhũng khẩn trương thanh tra, kết luận rõ đúng sai về trách nhiệm trong dự án Mobifone mua 95% cổ phần của AVG.
Ngày 8 tháng 03 năm 2018, Ban Bí thư dưới sự chủ trì của Tổng Bí thư Nguyễn Phú Trọng đề nghị Thường trực Chính phủ, Thanh tra Chính phủ chỉ đạo và chịu trách nhiệm về kết luận thanh tra, sớm công bố kết luận thanh tra dự án Tổng Công ty Viễn thông Mobifone mua 95% cổ phần của AVG. Ban Bí thư cho rằng đây là một vụ việc rất nghiêm trọng, phức tạp, nhạy cảm, dư luận xã hội đặc biệt quan tâm.
Ngày 12-3 tại trụ sở Bộ Thông tin - truyền thông, lãnh đạo Tổng công ty Viễn thông Mobifone và các cổ đông AVG ký biên bản cam kết hủy thỏa thuận chuyển nhượng cổ phần.
Ngày 14-3, Thanh tra Chính phủ chỉ ra nhiều sai phạm đặc biệt nghiêm trọng trong vụ Mobifone mua 95% cổ phần của AVG, vi phạm từ việc đề xuất đầu tư, đánh giá thực trạng tài chính kinh doanh của công ty AVG, và đề nghị Thủ tướng Chính phủ chuyển cơ quan công an khởi tố điều tra.

## Trách nhiệm bộ TT-TT
Theo báo Thanh Niên, thương vụ MobiFone mua 95% cổ phần AVG thực chất là một màn kịch thổi phồng giá trị thực của doanh nghiệp nhằm lấy tiền nhà nước. Theo kết luận của Thanh tra Chính phủ, tại thời điểm đề xuất mua AVG thì hãng này đang thua lỗ hàng nghìn tỉ đồng, âm gần 50% vốn điều lệ, các số liệu, phương án trong kinh doanh hoàn toàn là giả định mơ hồ, thiếu thực tế, Lãnh đạo Bộ TT-TT (Bộ trưởng vào thời điểm đó là ông Nguyễn Bắc Son) không chỉ gạt bỏ ý kiến phản biện của cấp dưới, báo cáo sai sự thật với Thủ tướng về tình trạng bết bát của AVG. Quyết định phê duyệt dự án đầu tư dịch vụ truyền hình của MobiFone, mà thứ trưởng Trương Minh Tuấn ký vào ngày 21.12.2015, vi phạm quy định tại điều 31, điều 33 và điều 34 của luật Đầu tư; vi phạm điều 28 của luật số 69/2014/QH13. Thanh tra Chính phủ cho là, "Như vậy, Bộ TT-TT đã thiếu trách nhiệm, có biểu hiện cố ý làm trái các quy định của pháp luật trong việc quyết định phê duyệt đầu tư".

## Kết luận Thanh tra chính phủ
Thanh tra Chính phủ tiến hành chuyển giao hồ sơ điều tra vụ Mobifone mua cổ phần của AVG cho Bộ Công an hôm 24/4/2018. Theo kết luận của họ, AVG chỉ có giá trị ròng khoàng 1.900 tỷ đồng, vì vậy Mobifone làm thất thoát ngân sách khoảng 7.000 tỷ đồng trong đó thiệt hại do mua nợ phải trả của AVG 1.134 tỉ đồng.

## Thi hành kỷ luật Đảng
Ngày 30-6 Ủy ban Kiểm tra trung ương kết luận thi hành kỷ luật bằng hình thức khai trừ ra khỏi Đảng đối với ông Lê Nam Trà, nguyên là ủy viên Ban Chấp hành Đảng bộ Khối doanh nghiệp Trung ương, nguyên Bí thư Đảng ủy, Chủ tịch Hội đồng thành viên Tổng công ty Mobifone và ông Phạm Đình Trọng, đảng ủy viên, Bí thư Chi bộ, vụ trưởng Vụ Quản lý doanh nghiệp, Bộ Thông tin và Truyền thông. Ông Cao Duy Hải, phó Bí thư Đảng ủy, thành viên Hội đồng thành viên, Tổng Giám đốc Tổng công ty Mobifone, bị cách chức tất cả các chức vụ trong Đảng. Ông Phạm Hồng Hải, Ủy viên Ban cán sự Đảng, Thứ trưởng Bộ Thông tin và Truyền thông bị khiển trách. Ngoài ra Ủy ban Kiểm tra trung ương đề nghị cấp có thẩm quyền xem xét, thi hành kỷ luật đối với ông Nguyễn Bắc Son, nguyên ủy viên Trung ương Đảng, nguyên bí thư Ban cán sự Đảng, nguyên bộ trưởng và ông Trương Minh Tuấn, ủy viên Trung ương Đảng, bí thư Ban cán sự Đảng, bộ trưởng Bộ Thông tin và truyền thông.

## Khởi tố
- Ngày 23-2-2019, Cơ quan Cảnh sát điều tra, Bộ Công an đã khởi tố, bắt giam và cho xét nhà ông Nguyễn Bắc Son và ông Trương Minh Tuấn - cả hai đều là cựu bộ trưởng Bộ Thông tin và Truyền thông về tội "Vi phạm quy định về quản lý và sử dụng vốn đầu tư công gây hậu quả nghiêm trọng", được quy định tại khoản 3 Điều 220 Bộ luật hình sự năm 2015 liên quan đến thương vụ mua bán AVG.[11]
- Trưa 13-4-2019, ông Phạm Nhật Vũ, nguyên chủ tịch Hội đồng quản trị Công ty Cổ phần Nghe nhìn Toàn cầu (AVG) bị khởi tố, tạm giam, khám xét nhà về tội Đưa hối lộ, quy định tại khoản 4, điều 364 Bộ luật Hình sự năm 2015 trong thương vụ MobiFone mua 95% cổ phần AVG. Cơ quan điều tra cũng bổ sung quyết định khởi tố bị can đối với ông Nguyễn Bắc Son, Trương Minh Tuấn cùng là nguyên bộ trưởng Bộ Thông tin và Truyền thông và Lê Nam Trà (nguyên Chủ tịch Hội đồng thành viên MobiFone), Cao Duy Hải (cựu tổng giám đốc MobiFone) về tội nhận hối lộ quy định tại khoản 4, điều 354 Bộ luật Hình sự năm 2015. Cơ quan điều tra cũng khởi tố, bắt tạm giam, khám xét nhà ông Võ Văn Mạnh, giám đốc và ông Hoàng Duy Quang, nhân viên Công ty TNHH tư vấn đầu tư và thẩm định giá AMAX về tội "Vi phạm quy định về quản lý và sử dụng vốn đầu tư công gây hậu quả nghiêm trọng", quy định tại Điều 220 Bộ luật Hình sự năm 2015, vai trò đồng phạm.[11]

## Giao dịch mật
Theo cáo trạng, ông Phạm Đình Trọng (cựu vụ trưởng Vụ Quản lý doanh nghiệp) đưa giao dịch đó vào danh mục "mật" của Nhà nước, việc này đều được 2 cựu bộ trưởng Nguyễn Bắc Son và Trương Minh Tuấn đồng ý. Ông Trương Minh Tuấn là người ký văn bản gửi Bộ Công an liên quan đề xuất này.
Tòa cũng có gửi văn bản tới một số cơ quan đề nghị giải mật một số tài liệu chưa được giải mật, song chưa nhận được kết quả.

## Tòa sơ thẩm
Trưa ngày 28 tháng 12 năm 2019, Tòa án nhân dân thành phố Hà Nội xét xử sơ thẩm vụ án và tuyên án phạt 14 tội phạm như sau:
Vi phạm quy định về quản lý, sử dụng vốn đầu tư công gây hậu quả nghiêm trọng và tội Nhận hối lộ:
- Nguyễn Bắc Son: 16 năm tù về tội vi phạm quy định về quản lý vốn đầu tư công gây hậu quả nghiêm trọng, và án tù chung thân về tội nhận hối lộ. Tổng hợp hình phạt tù chung thân.
- Trương Minh Tuấn: 6 năm tù về tội vi phạm quy định về quản lý vốn đầu tư công gây hậu quả nghiêm trọng và 8 năm tù về tội nhận hối lộ. Tổng hình phạt 14 năm tù.
- Lê Nam Trà: 7 năm tù về tội Vi phạm quy định về quản lý và sử dụng vốn đầu tư công gây hậu quả nghiêm trọng, 16 năm tù về tội nhận hối lộ, tổng hình phạt 23 năm tù.
- Cao Duy Hải, cựu tổng giám đốc MobiFone: 14 năm tù

Vi phạm quy định về quản lý, sử dụng vốn đầu tư công gây hậu quả nghiêm trọng:
- Phạm Đình Trọng, cựu vụ trưởng Vụ Quản lý doanh nghiệp, Bộ TT&TT lĩnh 5 năm tù, Phạm Thị Phương Anh, cựu phó TGĐ MobiFone 2 năm 6 tháng, Nguyễn Mạnh Hùng, cựu phó TGĐ MobiFone 2 năm 6 tháng tù, Nguyễn Bảo Long, cựu phó TGĐ MobiFone 2 năm 6 tháng tù, Nguyễn Đăng Nguyên, cựu phó TGĐ MobiFone 2 năm tù, Phan Thị Hoa Mai, TV HĐTV MobiFone 2 năm 6 tháng tù, Hồ Tuấn, TV HĐTV MobiFone 2 năm 6 tháng tù. Cùng tội danh trên, Giám đốc và giám định viên Công ty AMAX là Võ Văn Mạnh và Hoàng Duy Quang lần lượt lĩnh 3 năm 6 tháng và 3 năm tù.

Đưa hối lộ:
- Phạm Nhật Vũ: án 3 năm tù[13][14]